# سباق باريس روبيه 1896
سباق باريس روبيه 1896 (بالإنجليزية: 1896 Paris–Roubaix)‏ هو سباق دراجات هوائية، وهو الموسم رقم 1 من السباق، وأقيم في 19 أبريل 1896، وامتدّ لمسافة 280 كيلومتر، وهو من نوع سباق يوم واحد، وقد شارك في السباق 51 متسابقاً ووصل إلى نهايته 32 متسابقاً.
فاز فيه بالمركز الأول جوسيف فيشر، وبالمركز الثاني تشارلز ماير (دراج)، وبالمركز الثالث موريس غارين.

## التصنيف العام النهائي
| 1. | جوسيف فيشر  | ألمانيا       |  |
| 2. | تشارلز ماير | الدنمارك      |  |
| 3. | موريس غارين | مملكة إيطاليا |  |

## وصلات خارجية
- لمحة عن سباق سباق باريس روبيه 1896 على موقع  ProCyclingStats   (برو  سايكلنج  ستاتس) - إحصاءات  محترفي  الدراجات.
- سباق باريس روبيه 1896 على موقع إحصائيات الدراجات الإحترافية (الإنجليزية)